# Ивон Катерфелд
Ивон Катерфелд (на немски: Yvonne Catterfeld) е германска певица, текстопистка, актриса и телевизионна личност.

## Биография
Ивон Катерфелд е родена 2 декември 1979 г. в Ерфурт, Тюрингия, Източна Германия. Баща ѝ, Юрген Катерфелд, е бригадир; майка ѝ, Анемари Катерфелд, е учителка. Израства във Ерфурт. Започва да свири на пиано и флейта на 15-годишна възраст, като едновременно взема първите си уроци по танци и пеене. След завършването си във гимназията „Алберт-Швейцер“ във Ерфурт, се премества във Лайпциг за да учи поп и джаз във Музикално-театралният колеж „Феликс Менделсон“ за две години.
През 1998 г. излиза на пазара дебютното ѝ издание със седем песни, озаглавено KIV, но не намира почти никакво признание в музикалната индустрия.
През 2000 г. участва във дебютният сезон на певческата състезателна поредица „Stimme 2000“ където се класира на второ място. Ивон Катерфелд впоследствие подписа договор с „Hansa Рекърдс“, който издаде дебютният и сингъл „Bum“ през 2001 година. Същата година, тя беше подтикната към звездната популярност когато тя играеше главната роля в германската сапунена опера „Gute Zeiten, Schlechte Zeiten“.
През 2003 г. прави своя музикален пробив когато петият ѝ сингъл, „Für Dich“, става международен номер едно хит и продуцира също толкова успешният албум „Meine Welt“. Продължава успеха си в резервирането със последващите албуми „Farben Meiner Welt“ (2004) и „Unterwegs“ (2005), които пораждат хитовите сингли „Du Hast Mein Herz Gebrochen“ и „Glaub An Mich“.
След напускането ѝ от Gute Zeiten, Schlechte Zeiten и главната роля в краткотрайната теленовела Sophie – Braut Wide Willen, тя издава четвъртият си албум „Aura“, който е по-малко успешен рекламно погледнато във търговската мрежа и това доведе до спад в музикалната ѝ кариера. Тя преминава към „Sony Music“, и след неуспешен период, се завръща на върха на музикалните класации с преиздаването на шестият си музикален албум „Lieber So“ (2013 година), когато тя се появява във вторият сезон на „Sing Meinen Song – Das Tauschkonzert“, германската версия от поредицата „Най-добрите певци“.
По времето на кариера си обхващаща 15 години, Ивон Катерфелд е продала над 800 000 записи като солова изпълнителка, което я прави една от най-продаваните германски музикални изпълнителки във началото на 2000-те години. Освен нейните търговски постижения, нейната работа ѝ носи многобройни награди и отличия, включително „Bambi Award“, „Goldene Stimmgabel“ и „ECHO Award“. Утвърдена актриса, тя се появява във няколко международни телевизионни и театрални филми, включително Keinohrhasen (2007), The Promise (2011) и Beauty And The Beast (2014). През 2016 г. става жури и треньорка във германските телевизионни серии „Гласът на Германия“.

## Личен живот
От 2004 г. до 2007 г. има връзка с актьора Уейн Карпендейл.
В края на 2007 година започва да се среща с автора и актьор Оливър Внук, след като се запознават на снимачната площадка на филма им U-900. Синът им Чарли е роден на 19 април 2014 година.

## Музикални албуми
- Meine Welt (2003)
- Farben Meiner Welt (2004)
- Unterwegs (2005)
- Aura (2006)
- Blau Im Blau (2010)
- Lieber So (2013)
- Guten Morgen Freiheit (2017)

## Филмография

### Филми
| Заглавие                                           | Година | Роля                    | Бележки            |
| Shark Tale                                         | 2004   | Анджи (Озвучаваща Роля) | Германската Версия |
| Rabbit Without Ears                                | 2007   | Себе Си                 |                    |
| U-900                                              | 2008   | Мария                   |                    |
| Lilly The Witch: The Dragon And The Magic Book     | 2009   | Хюбше Блондин           |                    |
| Rabbit Without Ears 2                              | 2009   | Себе Си                 |                    |
| Das Leben Ist Zu Lang                              | 2010   | Каро Уил                |                    |
| Little Brother, Big Trouble: A Christmas Adventure | 2012   | Уилма                   | Германската Версия |
| Strana Khoroshikh Detochek                         | 2013   |                         |                    |
| Sputnik                                            | 2013   | Катерина Боде           |                    |
| Beauty And The Beast                               | 2014   | Принцесата              |                    |
| The Pirate Fairy                                   | 2014   | Зарина                  | Германската Версия |
| Bocksprünge                                        | 2014   | Ева                     |                    |
| The Von Trapp Family: A Life Of Music              | 2015   | Мария Вон Трап          |                    |
| Tabaluga                                           | 2018   | Принцеса Лили           |                    |

### Телевизия
| Заглавие                                    | Година      | Роля                              | Бележки                          |
| Gute Zeiten, Schlechte Zeiten               | 2001 – 2005 | Юлия Блум                         | Главна Роля                      |
| Hallo Robbie!                               | 2005        | Керстин Щайнхаге                  | Епизод: Schicksalhafte Begegnung |
| Tatort – Der Name Der Orchidee              | 2005        | Иунге Фрау Ауф Балкон             | Телевизионен Филм                |
| Sophie – Braut Wider Willen                 | 2005 – 2006 | Броячката Софи Вон Ахлен          | Главна Роля                      |
| Wenn Liebe Doch So Einfach Wär              | 2007        | Катрина Ланг                      | Телевизионен Филм                |
| SOKO München 5113                           | 2008        | Тифани Танер                      | Епизод: Seifenoper               |
| Das Geheimnis Des Königssees                | 2008        | Мария Хофер/Нора Шилер            | Телевизионен Филм                |
| Schatten Der Gerechtigkeit                  | 2009        | Мария Тейс                        | Телевизионен Филм                |
| Vulkan                                      | 2009        | Даниела Айсанах                   | Две Части Телевизионен Филм      |
| Engel Sucht Liebe                           | 2009        | Лаура Диерксен                    | Телевизионен Филм                |
| Die Frau Des Schläfers                      | 2010        | Карла Бен Якин                    | Телевизионен Филм                |
| The Promise                                 | 2011        | Зифора                            | Минисерий                        |
| Am Ende Die Hoffnung                        | 2011        | Елен Лудвиг                       | Телевизионен Филм                |
| Das Mädchen Auf Dem Meeresgrund             | 2011        | Лотте Байерл                      | Телевизионен Филм                |
| Nils Holgerssons Wunderbare Reise           | 2011        | Ганс Дауненфайн (Озвучаваща Роля) | Телевизионен Филм                |
| Plötzlich 70!                               | 2012        | Мелани Мюлер                      | Телевизионен Филм                |
| Nur Eine Nacht                              | 2012        | Ина Греде                         | Телевизионен Филм                |
| Helden – Wenn Dein Land Dich Braucht        | 2013        | Андреа Вебер                      | Телевизионен Филм                |
| Zwischen Himmel Und Hier                    | 2014        | Амелия                            | Телевизионен Филм                |
| Mein Ganzes Halbes Leben                    | 2014        | Амелия                            | Телевизионен Филм                |
| Herzlichen Glückwunsch, Sie Haben Gewonnen! | 2014        | Йоана Йегер                       | Телевизионен Филм                |

## Награди и номинации
- Печели Bambi Awards (2003) – в категория Shooting-Star
- Печели Goldene Stimmgabel (2003) – в категория Erfolgreichste Solistin Pop
- Печели Goldener Wuschel (2003) – в категория Shooting Star Des Jahres
- Печели Bravo Otto (2003) – в категория TV-Star Weiblich
- Печели Berliner Bär (2004) – в категория Pop
- Печели Echo Music Award (2004) – в категория Künstlerin National Rock/Pop
- Номинирана за Echo Music Award (2004) – в категория Nationaler Nachwuchs-Preis Der Deutschen Phono-Akademie (Meine Welt)
- Номинирана за Echo Music Award (2004) – в категория Newcomer-Video National („Für Dich“)
- Номинирана за Echo Music Award (2004) – в категория Rock-Pop-Single Des Jahres National („Für Dich“)
- Печели Bravo Otto (2004) – в категория TV-Star Weiblich
- Номинирана за Echo Music Award (2005) – в категория Künstlerin Des Jahres (National)
- Номинирана за Echo Music Award (2007) – в категория Künstlerin Des Jahres (National)
- Номинирана за Undine Awards (2008) – в категория Best Young Comedian
- Номинирана за Jupiter Awards (2012) – в категория Best German TV Actress
- Номинирана за Romy Television Award (2012) – в категория Favorite Actress